# ديزة عشبية الأوراق
ديزة عشبية الأوراق (الاسم العلمي:Disa graminifolia) هي نوع من النباتات تتبع جنس الديزة من الفصيلة السحلبية.